# Maurice Taylor (koszykarz)
Maurice De Shawn Taylor (ur. 30 października 1976 w Detroit) – amerykański koszykarz, występujący na pozycjach silnego skrzydłowego oraz środkowego, posiadający także włoskie obywatelstwo.
Podczas jego kariery akademickiej wybuchł skandal. Kilkorgu zawodnikom Wolverines udowodniono przyjmowanie pieniędzy od nijakiego Eda Martina, co zgodnie z przepisami NCAA o statusie amatora było zabronione. W październiku 1997 roku został oczyszczony z zarzutów. Wielu z jego kolegów nie zostało jednak oczyszczonych, wobec czego anulowano spotkania, wyniki oraz rekordy z ich udziałem.

## Osiągnięcia
Na podstawie, o ile nie zaznaczono inaczej.
NCAA
- Mistrz NIT (National Invitation Tournament – 1997)
- Najlepszy pierwszoroczny zawodnik Big 10 (1995)[6]
- Zaliczony do:
  - II składu konferencji Big 10 (1996)
  - III składu konferencji Big 10 (1997)

NBA
- Zaliczony do II składu najlepszych debiutantów NBA (1998)[7]
- Uczestnik Rookie Challenge (1998)

Reprezentacja
- Mistrz Ameryki U–20 (1996)[8]